# Edmond Townsend
Sir Edmond Townsend KCB CMG (* 22. April 1845 in Cork; † 2. Januar 1917 in Clontymon, County Cork) war ein anglo-irischer Generalarzt der British Army.

## Leben und Karriere
Er war das fünfte von dreizehn Kindern des Chirurgen William C. Townsend aus Cork. Er studierte an der Queen’s University of Ireland und erwarb dort Abschlüsse als Master of Arts (M.A.), Doctor of Medicine (M.D.) und Master of Surgery (M.Ch.).
Er trat im April 1867 im Rang eines Assistant Surgeon des Royal Army Medical Corps in die britische Armee ein. Townsend diente zwischen 1867 und 1902 in neun Überseekampagnen mit der britischen Armee. Im September 1901 wurde er als Surgeon-General in den höchsten Sanitätsoffiziersdienstgrad der britischen Armee befördert. Nachdem er 1902 im Zweiten Burenkrieg sowohl schwer als auch lebensgefährlich verwundet worden war, wurde er schließlich im Oktober 1902 Chefarzt des Militärkrankenhauses Royal Victoria Hospital in Netley bei Southampton, eine Funktion, die er bis zu seiner Pensionierung im April 1905 innehatte. Während seiner Armeekarriere wurde er mehrmals mentioned in despatches, im Mai 1898 als Companion des Order of the Bath und im April 1901 als Companion des Order of St. Michael and St. George ausgezeichnet. Am 24. Juni 1904 wurde er schließlich als Knight Commander des Order of the Bath geadelt.
Nach seiner Pensionierung im Jahr 1905 lebte er in London und Irland, wo er im Januar 1917 im Alter von 71 Jahren in Clontymon starb.